# 莫斯利沼澤地
莫斯利沼澤地（英語：Moseley Bog）是英國伯明翰莫斯利地區的一個地方自然保護區和沼澤地，存在歷史可追溯到青銅時代。作家J·R·R·托爾金童年時曾住在莫斯利沼澤地附近的薩利洞，莫斯利沼澤地因此被認為是托爾金小說《魔戒》中老林的靈感來源。
1991年7月17日，被定為地方自然保護區。2006年，一個野生動物保護組織與伯明罕市議會達成協議，共同管理莫斯利沼澤地。

## 外部連結
- 官方网站（英文）